# Liste des triple concertos pour piano, violon et violoncelle
Un triple concerto est un concerto pour trois instruments solos et orchestre.
Cette liste de concertos pour trio avec piano (consistant en un violon, un violoncelle et un piano) et orchestre est ordonnée par ordre alphabétique (nom de famille du compositeur).
- Haut – A
- B
- C
- D
- E
- F
- G
- H
- I
- J
- K
- L
- M
- N
- O
- P
- Q
- R
- S
- T
- U
- V
- W
- X
- Y
- Z

## A
- Fikret Amirov :
  - To the Memory of Ghadsibekov, poème pour violon, violoncelle, piano et orchestre (1949)
- Lera Auerbach :
  - Serenade for a Melancholic Sea pour violon, violoncelle, piano et orchestre à cordes, Op. 68 (2002) (dédié à Gidon Kremer)

## B
- Henk Badings :
  - Concertino (1942)
- Ludwig van Beethoven :
  - Triple concerto pour violon, violoncelle et piano en do majeur, Op. 56 (1804–5)
- Wilhelm Georg Berger (1929–1993) :
  - Concerto pour violon, violoncelle, piano et orchestre, Op. 64 (1984)

## C
- Alfredo Casella :
  - Triple Concerto, Op. 56 (1933)[1]
- Paul Constantinescu :
  - Triplu concert (1963)

## F
- Lorenzo Ferrero :
  - Concerto pour violon, violoncelle, piano et orchestre (1995)
- Benjamin Frankel :
  - Serenata Concertante pour trio pour piano et orchestre, Op. 37 (1960)

## G
- Giorgio Federico Ghedini :
  - Concerto dell´Albatro (Le concerto de l'albatros) pour violon, violoncelle, piano et orchestre (avec narrateur) (1945)

## H
- Daron Hagen :
  - Orpheus and Eurydice pour violon, violoncelle, piano et orchestre (2006)
- Bernard Heiden :
  - Triple concerto (1957)[2]
- Alun Hoddinott :
  - Triple concerto, Op. 124 (1986)[3]
- Vagn Holmboe :
  - Concerto pour violon, violoncelle, piano et orchestre de chambre (aussi nommé Concerto de chambre no 4) M.139 (1942)[4]

## J
- Paul Juon :
  - Concerto (Episodes concertantes) pour violon, violoncelle et piano avec orchestre en ré mineur, Op. 45 (1911)

## M
- Gian Francesco Malipiero :
  - Concerto a tre (1938)
- Bohuslav Martinů :
  - Concertino avec orchestre à cordes, H.232 (1933)[5]
  - Concert, H.231 (1933)
- Emánuel Moór :
  - Triple Concerto, Op. 70[6]
- Nico Muhly :
  - Triple Concerto pour violon, violoncelle, piano et orchestre à cordes (2010)

## P
- Jordan Pal :
  - Triple Concerto pour violon, violoncelle, piano et orchestre "Starling" (2013)

## R
- Marga Richter :
  - Variations and Interludes sur des thèmes de Monteverdi et Bach pour violon, violoncelle, piano et orchestre (1992)
- Jeffrey Ryan :
  - Equilateral, triple Concerto pour trio pour piano et orchestre (2007)

## S
- Felipe Senna
  - Danzas No.2 - triple concerto pour Violon, Violoncelle, Piano et Orchestre (2016)

## T
- Alexandre Tcherepnine :
  - Triple Concerto, Op. 47 (1931, révisé en 1967 sous le numéro 47 bis)

## V
- Kevin Volans :
  - Trio Concerto (2005)
- Jan Václav Hugo Voříšek :
  - Grand Rondeau concertant, Op.25 (1825)

## W
- Wolfram Wagner :
  - Concerto pour violon, violoncelle, piano et orchestre (1997)
- Robert Ward :
  - Dialogues (1986, aussi arrangé pour trio pour piano seul)[7]
- Stanley Weiner :
  - Triple concerto, Op. 71[8]

## Z
- Ellen Zwilich :
  - Triple concerto pour violon, violoncelle et piano et orchestre (1995)[9]